# Elbas
| I denna artikel     |
| används tonnamnen   |
| Bess (B♭) och B.    |
| Se olika skrivsätt. |

En elbas eller basgitarr är en elektrisk bas, ett elförstärkt stränginstrument vars signal återges genom en basförstärkare och högtalare. Instrumentet har liknande musikalisk funktion som kontrabas, syntbas och bastuba i en orkester; dessa olika instrument kallas ofta "bas" (av italienskans basso, 'låg') i musikerjargong då de spelar toner i basregistret till skillnad från varianter som ljuder med högre ton.
Basen brukar spela de lägsta tonerna som används i musiken, typiskt cirka 41–350 Hz i grundton på en 4-strängad elbas. Den har det lägsta tonomfånget efter kyrkorgeln, pianot, kontrafagotten och harpan.

## Konstruktion

### Strängar
Basgitarr liknar vanligen i utseende och konstruktion en elgitarr, men har längre hals och grövre strängar. Kroppen är oftast helt solid och instrumentet har vanligen fyra strängar. Dessa stäms på samma sätt som en basfiol (kontrabas), och precis en oktav under den vanliga gitarrens fyra "mörkast klingande" eller grövsta strängar. Även femsträngade elbasar förekommer, med en B-sträng (det vill säga H i klassisk svensk notation) som lägsta, liksom sexsträngade basar med B som lägsta sträng och C som högsta. Elbasar med fler strängar förekommer också men de är ganska ovanliga. Alternativa stämningar förekommer, till exempel stäms E-strängen på en fyrsträngad bas inte sällan ned till D. Elbasar med 7-15 strängar stäms antingen individuellt för ett ökat tonomfång, eller att ljuda unisont, likt på en 12-strängad gitarr.

### Ljudupptagning
Ljudet från en elbas produceras genom att en ferromagnetisk sträng vibrerar efter beröring, med en frekvens som bestäms av strängens massa, längd och mekaniska spänning vilken justeras med stämskruv. I en pickup (magnetisk spole, "mikrofon") induceras elektriska signaler av strängrörelsen, som vanligtvis skickas till en förstärkare som i sin tur spelar upp ljudet till högtalare eller inspelningsutrustning. Flera uppsättningar av pickup-spolar kan vara monterade för olika klangfärg, och deras utsignal brukar kunna regleras på basen. Strängarnas konstitution gör att det är ganska lätt att spela flageoletttoner. De vanligaste elbasarna har ingen resonanslåda, utan är helt elektriska, och producerar således knappt något hörbart ljud utan elektrisk förstärkning. Akustiska basgitarrer förekommer också, med eller utan elektrisk pickup, och med 4 strängar eller 6 som på en guitarrón. Eftersom stallet är rakt kan elbas inte spelas med stråke likt kontrabasen som har rundat stall. Däremot finns det elektriska "stråkar", där man använder en elektromagnet kan få strängen att svänga.

### Greppbrädan
Greppbrädan på halsen på en vanlig elbas för västerländsk musik har vanligen metallstavar ("band") med avstånd som teoretiskt förkortar strängen så att tonen höjs en halvton (cirka 5,95 procent) per steg i en tempererad (kromatisk) 12-tonskala (motsvarande varje ton i skalan på ett piano) genom att trycka ned strängen bakom bandet. Högerhänta spelar vanligen på greppbrädan med vänster hand och knäpper med höger, och vänsterhänta ofta tvärtom, med omkastade strängar. Eftersom varje sträng via greppbrädans band har många toner, så är intonering av basgitarren (och andra gitarrer) inte okomplicerad.
Bandlösa elbasar ("fretless") har inga band på greppbrädan, på samma sätt som en kontrabas. De blir mer svårspelade än instrument med band eftersom fingrarna måste trycka ned strängarna på exakt rätt plats, och därför kräver bra gehör och rutin, men underlättar glissandon, kvartstoner, vibrato med mera och låter annorlunda än en bandad elbas. Vanligt är att dessa bandlösa instrument har markörer i form av synliga linjer eller prickar där banden skulle funnits för att underlätta intonationen. Som på en violin kan man utan band spela en ton med högre precision än vad en tempererad skala tillåter, eftersom en viss disharmoni är inbyggd i den skalan, exempelvis i ters och septima. Jaco Pastorius blev känd för sitt spel på bandlös elbas, liksom Abraham Laboriel, som anses tillhöra världens främsta basister.

## Historia
Den första elbasen konstruerades av Audiovox på 1930-talet. Märket Fender tillhör de ledande, tillsammans med bland annat Yamaha, Ibanez, Rickenbacker och Warwick. En känd svensk tillverkare var Hagström. Den första massproducerade elbasen konstruerades av Fender, och kallades Fender Precision bass för att den hade band; nu kunde även basisten "spela med precision". För nybörjare går det förstås betydligt snabbare att lära sig att skapa välklingande ljud på ett instrument med band, vilket har underlättat utvecklingen av en stor mängd musikgrupper sedan 1950-talet.

## Användning

### Spelsätt
Elbasen hålls horisontellt mot kroppen och spelas sittande eller stående, upphängd av ett axelband. Elbasen är ett knäppinstrument, det vill säga strängarna oftast knäpps med ett plektrum eller med fingrarna (främst pekfinger, långfinger och tumme). Specialeffekter kan skapas exempelvis med lätta slag mot sträng, så kallad "slap", en teknik som blev vanlig på kontrabas på 1920-talet, och ofta hörs exempelvis i funk. Effekterna "hammer on" och "pull off" är metoder att skapa effekter medelst tonbyte med nytt grepp (eller glidning över band längs med strängen), utan förnyat anslag.
Basinstrument spelar oftast långsammare toner som lägger en grund i det lägsta tonregistret och kompletterar ackord som spelas av övriga instrument i ensemble, och balanserar ofta ljudmässigt med slaginstrument. Elbasen följer oftast musikens harmonianalys (ackord), men ljuder vanligen endast med en ton i taget, främst ackordets grundton, i popmusik samtidigt som trumbatteriets baskagge. Variationer kan ibland göras genom att växla med ackordets kvint (växelbas) eller fylla ut med basgångar. Diatoniska eller kromatiska basgångar kan ofta göras som en effekt istället för att följa grundtonen. Basnoter (för elbas och kontrabas) skrivs i basklav en oktav högre än de ljuder.

### Användning i olika musikgenrer
Elbasen används nästan alltid som rytm- och kompinstrument i musikstilar som country, pop, rock och soul, men kan även vara melodiskt ledande såsom i ska/reggae, funk eller progressiv rock (Se Rush), eller spela bassolon, speciellt i jazz och fusion, men inte sällan i rock'n'roll. I latinamerikanska musikgenrer kan basen ofta markera synkoper samt andra toner i ackorden än grundtonen som sekundär rytmmarkering. Rock'n'roll är ett exempel på musik där ibland speciella återkommande basgångar (typ. prim, stor ters, kvint, sext, liten septima) ger en typisk karaktär som bär upp låten. I traditionell svensk dansbandsmusik används också basen ofta på så sätt (ofta prim, stor ters, kvint) för dansvänlighet. I elektronisk musik framställs inte sällan elbasliknande ljud med synthesizer som ersättning, vilket kan göras med vågforms-/tongeneratorer eller sampling. Även vissa moderna klassiska kompositörer har anammat elbasen.

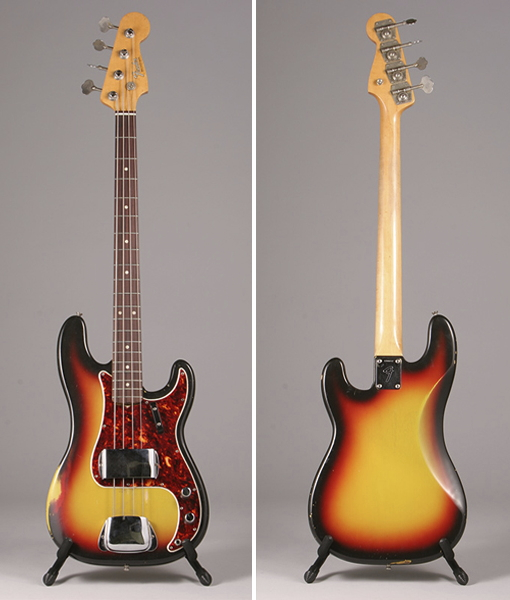
Fender Precision Bass, lackad i så kallad sunburst. Instrumentet har metallkåpor över stall och mikrofoner, dessa tas ofta bort eftersom de inte fyller någon praktisk funktion utan tvärtom är i vägen. Namnet precision kommer från att de gamla kontrabasarna inte var så träffsäkra i tonerna, däremot när denna bas kom ut så hade den band vilket gjorde den var "precis", därav namnet precision.

## Berömda basister
(I bokstavsordning)
- Chris Cross från Ultravox
- Jack Bruce från Cream
- Pete Wentz från Fall Out Boy
- Bootsy Collins
- Mike Dirnt från Green Day
- John Entwistle från The Who
- James Jamerson
- Alphonso Johnson   (Weather Report, Santana,  Patricia Rushen, Wayne Shorter m.fl.)
- Backa Hans Eriksson (Ulf Lundell, Ted Gärdestad, CajsaStina Åkerström m.fl.)
- Flea från Red Hot Chili Peppers
- Rutger Gunnarsson (Abba)
- Steve Harris från Iron Maiden
- Jonas Hellborg
- John Paul Jones från Led Zeppelin
- Carol Kaye
- Geddy Lee från Rush
- Lemmy Kilmister från Motörhead
- John Levén från Europe
- Philip Lynott från Thin Lizzy
- Paul McCartney från The Beatles
- Duff McKagan från Guns N’ Roses
- Nate Mendel från Foo Fighters
- Marcus Miller (Miles Davis, Luther Vandross, Grover Washington Jr., Roberta Flack)
- Krist Novoselic  från Nirvana
- Pino Palladino (The Who, Genesis, Eric Clapton, Simon & Garfunkel)
- Jaco Pastorius från bland annat Weather Report
- Pino Presti (Gerry Mulligan, Wilson Pickett, Ástor Piazzolla, Quincy Jones, Shirley Bassey)
- Gene Simmons från Kiss (musikgrupp)
- Sting från The Police
- Chris Squire från Yes
- Roger Waters från Pink Floyd
- Bill Wyman från Rolling Stones
- Dusty Hill från ZZ Top
- Geezer Butler från Black Sabbath
- John Deacon från Queen
- Bob Babbitt (Motown)
- Nikki Sixx från Mötley Crüe

För en mer omfattande förteckning, se Kategori:Basister efter nationalitet.

## Exempel på tillverkare
- Fender
- Ibanez
- Yamaha
- Hagström
- Gibson
- Dingwall Designer Guitars
- Warwick
- Rickenbacker
- Ernie Ball Music Man